# Trận Đèo Tượng lần 3
Trong trận Đèo Tượng lần thứ ba, lực lượng an ninh của Lục quân Sri Lanka tái chiếm Đèo Tượng từ tay Hổ Tamil. Tổng thống Sri Lanka, Mahinda Rajapaksa tuyên bố Đèo Tượng vào tay quân đội ngày 9 tháng 10 năm 2009.

## Bối cảnh
Quân đội chính phủ Sri Lanka chiếm được thủ đô hành chánh Kilinochchi của phiến quân ngày 2 tháng 1 năm 2009, sau đó hứa hẹn sẽ tiêu diệt hoàn toàn Hổ Tamil và chấm dứt cuộc nội chiến kéo dài đã 25 năm qua trên đảo quốc ở vùng Ấn Độ Dương này.

## Diễn biến
Ngày 9 tháng 1 năm 2009, quân đội chính phủ hoàn toàn chiếm được khu vực chiến lược Đèo Tượng từ tay phiến quân Hổ Tamil, đẩy phiến quân ra khỏi cứ địa quan trọng sau cùng của họ trên bán đảo Jaffna và dồn họ về khu vực ngày càng thu nhỏ ở vùng rừng núi phía Đông Bắc. Trong một bài diễn văn được trực tiếp truyền hình khắp nước, Tổng thống Mahinda Rajpaksa ca ngợi chiến thắng này. "Các chiến sĩ của chúng ta vào chiều tối này đã hoàn toàn giải phóng khu vực Đèo Tượng khỏi sự kiểm soát của phiến quân," ông nói.
Tuy nhiên, như một sự nhắc nhở về khả năng gây thiệt hại của phiến quân ngay cả trong lúc họ gặp các thất bại quân sự, phiến quân cho nổ một quả bom ở phía Đông nước này cùng ngày 9 tháng 1, làm thiệt mạng ba binh sĩ không quân và bốn thường dân, theo lời phát ngôn viên quân sự Udaya Nanayakkara.

## Ảnh hưởng
Việc chiếm được cứ địa chiến lược này giúp cho quân đội chính phủ hầu như kiểm soát hoàn toàn vùng Bắc bán đảo, nơi đặt thủ đô văn hóa của Hổ Tamil, lần đầu tiên kể từ năm 2008. Điều này cũng giúp giải tỏa lưu thông trên quốc lộ Bắc Nam, lần đầu tiên đặt hoàn toàn dưới sự kiểm soát của quân đội chính phủ kể từ sau 23 năm. Phiến quân bị dồn vào Mullaittivu, một khu vực rừng rậm nhỏ hẹp ở phía Bắc. Các phân tích gia quân sự nói rằng phiến quân có vẻ đã rút võ khí nặng của họ về khu vực gần Mulattivu để mở phòng tuyến sau cùng ở nơi đây.